# The Deep (acquario)
The Deep è un acquario pubblico situato a Sammy's Point, alla confluenza del fiume Hull e Humber, a Kingston upon Hull in Inghilterra. È stato aperto nel marzo 2002.
L'edificio, progettato da Sir Terry Farrell, è costato 52,285 milioni di sterline ed è stato costruito in 17 mesi venendo ultimato nel 2001.
L'acquario è stato aperto al pubblico nel 2002. Dalla sua apertura al 2019, circa otto milioni di persone hanno visitato la struttura.